# Sunam
Sunam (Panjabi ਸੁਨਾਮ), offiziell Sunam Udham Singh Wala (ਸੁਨਾਮ ਊਧਮ ਸਿੰਘ ਵਾਲਾ), ist eine Stadt im südöstlichen Teil des indischen Bundesstaates Punjab.
Die Stadt ist Teil des Distrikts Sangrur. Sunam hat den Status eines Municipal Councils. Die Stadt ist in 19 Wards gegliedert.

## Geschichte
Sunam ist der Geburtsort von Udham Singh, der 1940 den damaligen britischen Gouverneur Michael O’Dwyer aus Rache für das Massaker von Amritsar (1919) in London erschoss. Für seine Tat wurde Singh  im selben Jahr hingerichtet. 2003 wurde die Stadt nach ihm benannt und ein Monument zu seinen Ehren errichtet.

## Demografie
Die Einwohnerzahl der Stadt liegt laut der Volkszählung von 2011 bei 55.455. Einschließlich der Randsiedlungen liegt die Einwohnerzahl bei 69.069.